# حسینه صافی
حسینه صافی (متولد ۱۹۵۸) سیاستمدار افغانستانی، است. او از سال ۲۰۲۰/۱۳۹۹ بدینسو، وزیر امور زنان در افغانستان می‌باشد.

## زندگی‌نامه
حسینه صافی فرزند عبدالرحیم جلالی در ماه قوس سال ۱۳۵۳ در ولایت لغمان دیده به جهان گشود. وی دروس ابتدائیه تا ثانوی را در لیسه های عالی ناهید شهید و لیسه ملالی به اتمام رسانده، تحصیلاتش را در دارالمعلمین ادامه داده و هم‌زمان دیپلوم مکالمه پیشرفته زبان انگلیسی را بدست آورد. بعداً بنا به علاقه‌مندی وافر به علوم سیاسی در رشته حقوق و علوم سیاسی موفق به اخذ سند دیپلوم گردید. او به زبان‌های دری، پشتو، اردو و انگلیسی تسلط دارند.